# Max Frey

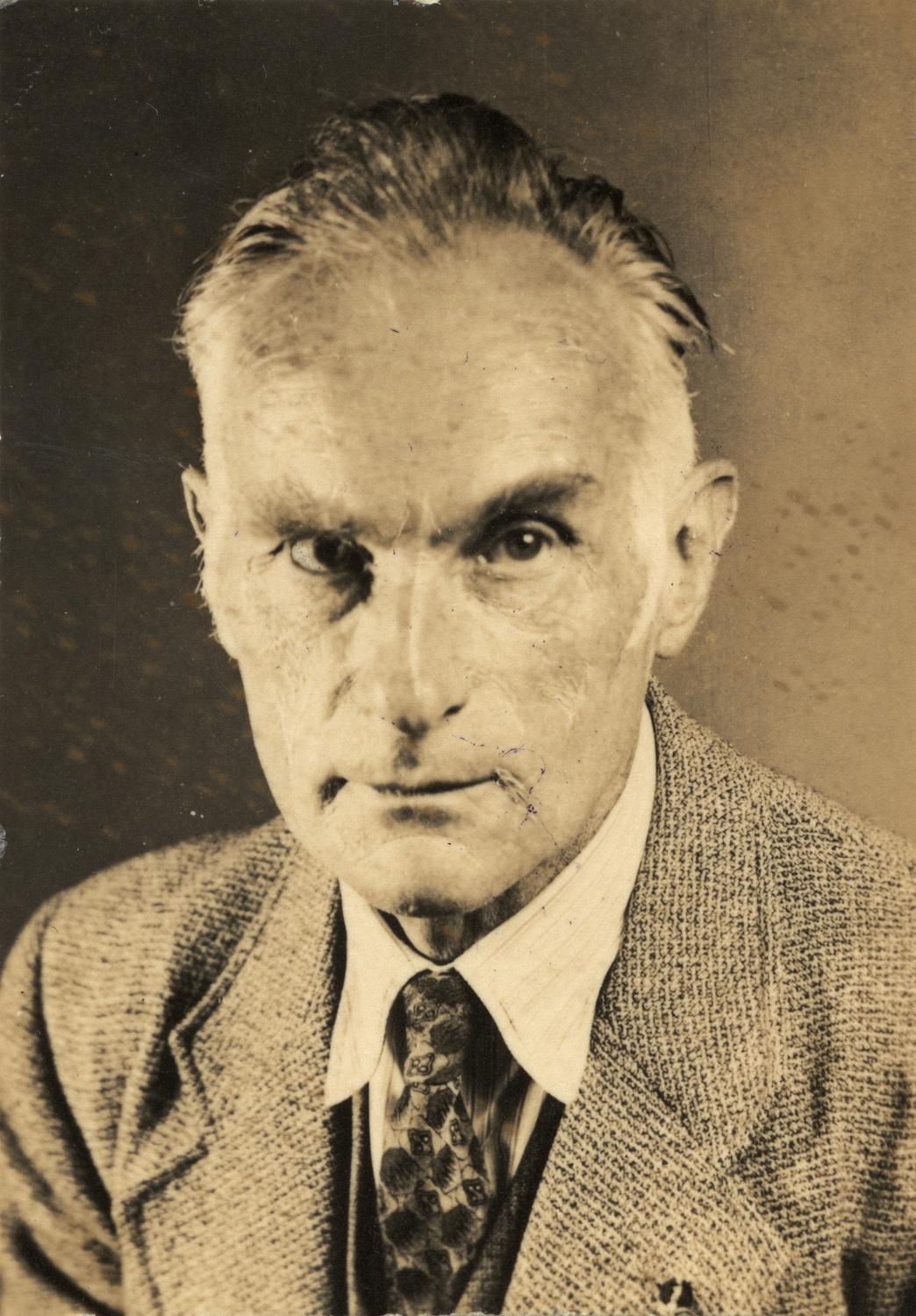
Max Frey, 1938

Max Frey (Karlsruhe, 16 de abril de 1874 – Bad Harzburg, 11 de marzo de 1944) fue un pintor alemán y artista gráfico encuadrado en el movimiento artístico del Simbolismo y de la Nueva Objetividad.

## Biografía
Max Frey nace en Mühlburg, cerca de Karlsruhe, en Alemania. Frey estudió en la Academia de Karlsruhe desde 1893–1903. Allí fue alumno de Ferdinand Keller, Gustav Schönleber y Leopold von Kalckreuth. Frey fue profesor de pintura y de diseño gráfico en la Escuela de Artes y Oficios de Dresde desde 1907–1934.
Frey fue miembro de Deutscher Künstlerbund, de Dresdner Kunstgenossenschaft (la Asociación de Artistas en Dresde) y miembro fundador de Dresdner Künstlergruppe 1913.
En los años veinte y en los años  treinta sus pinturas se vieron influidos por la Nueva Objetividad y el Realismo mágico.

## Galería

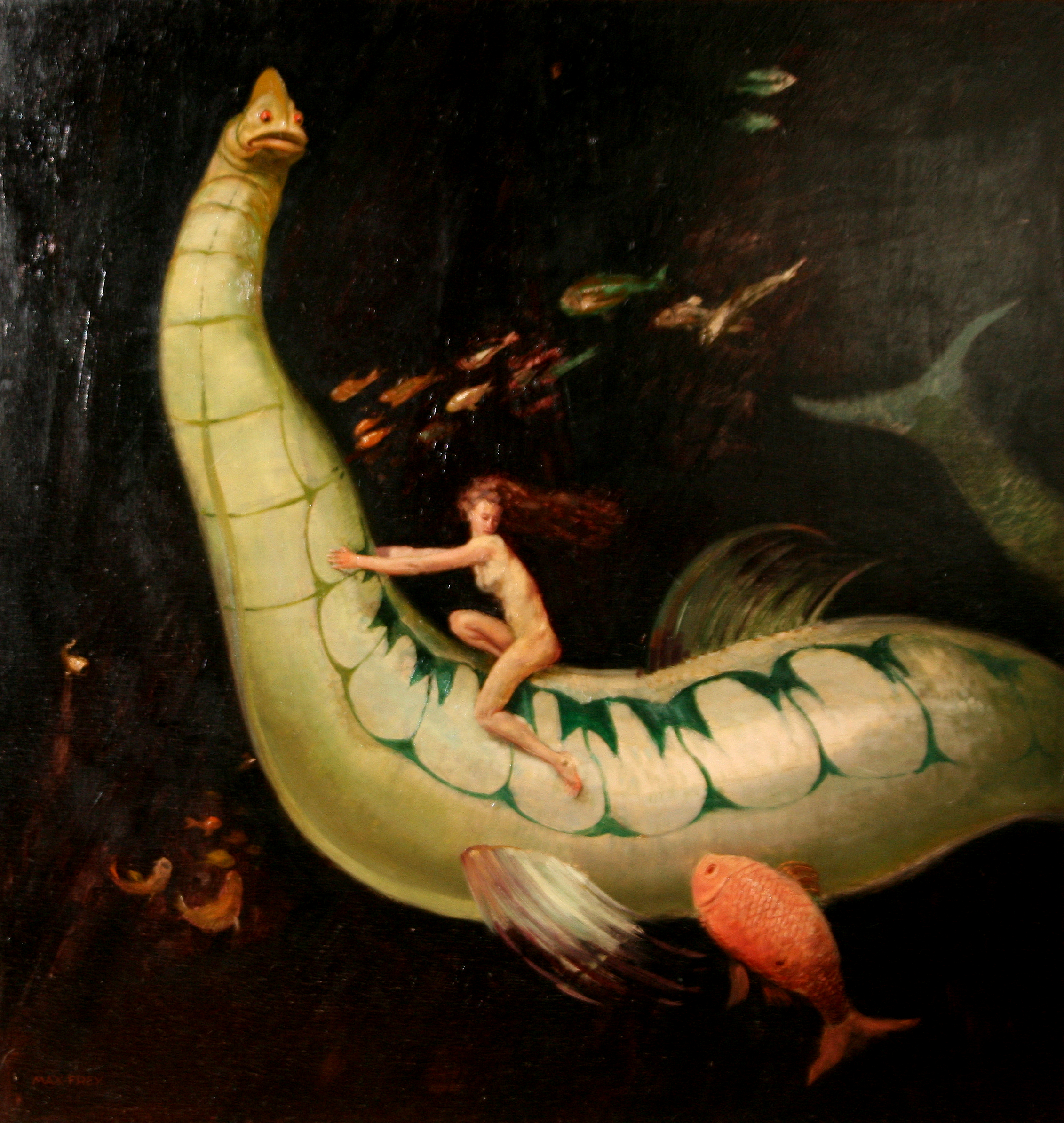
Profundidad marina (en alemán): Meerestiefe, 1926
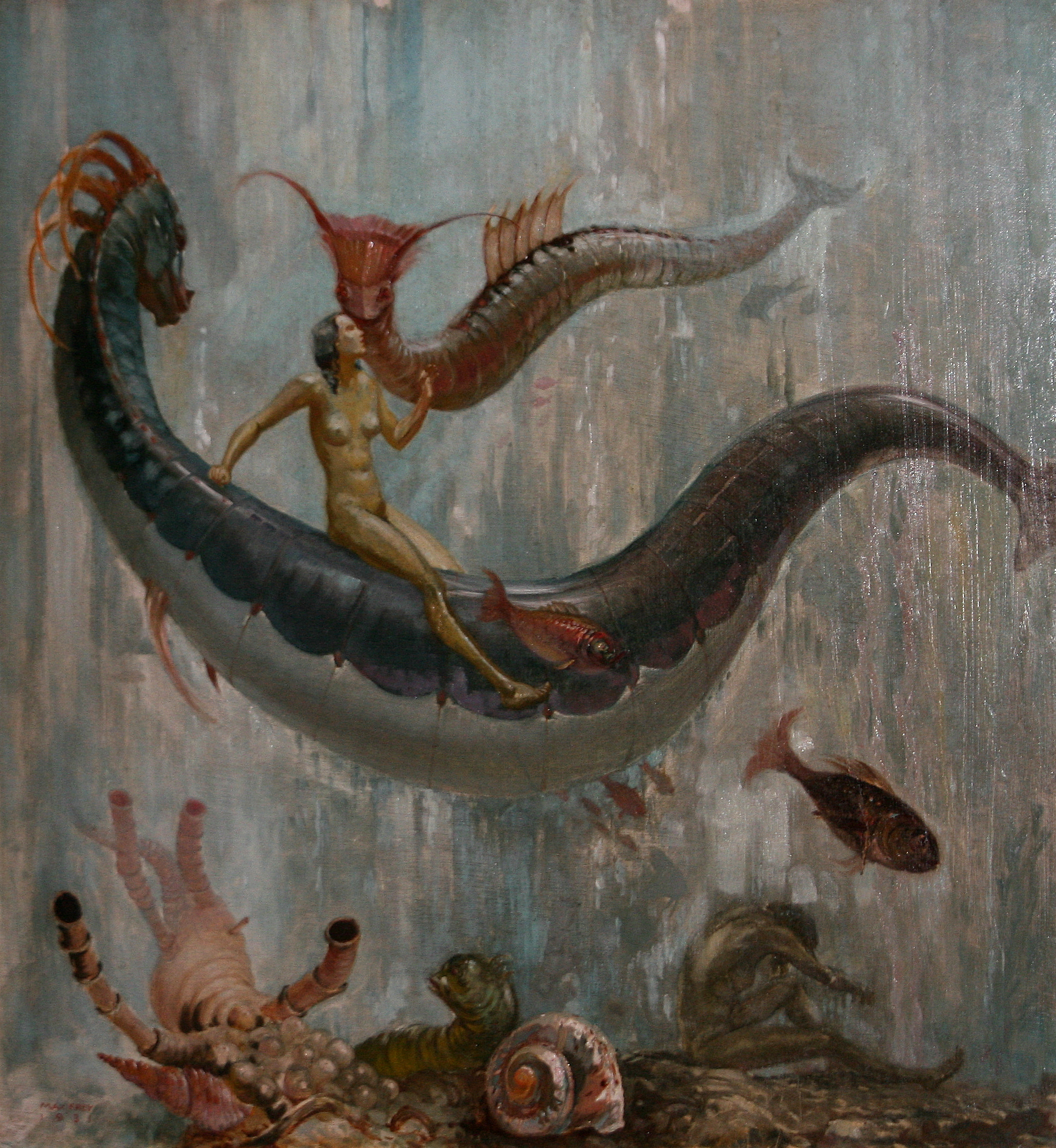
Escena subacuática, 1931
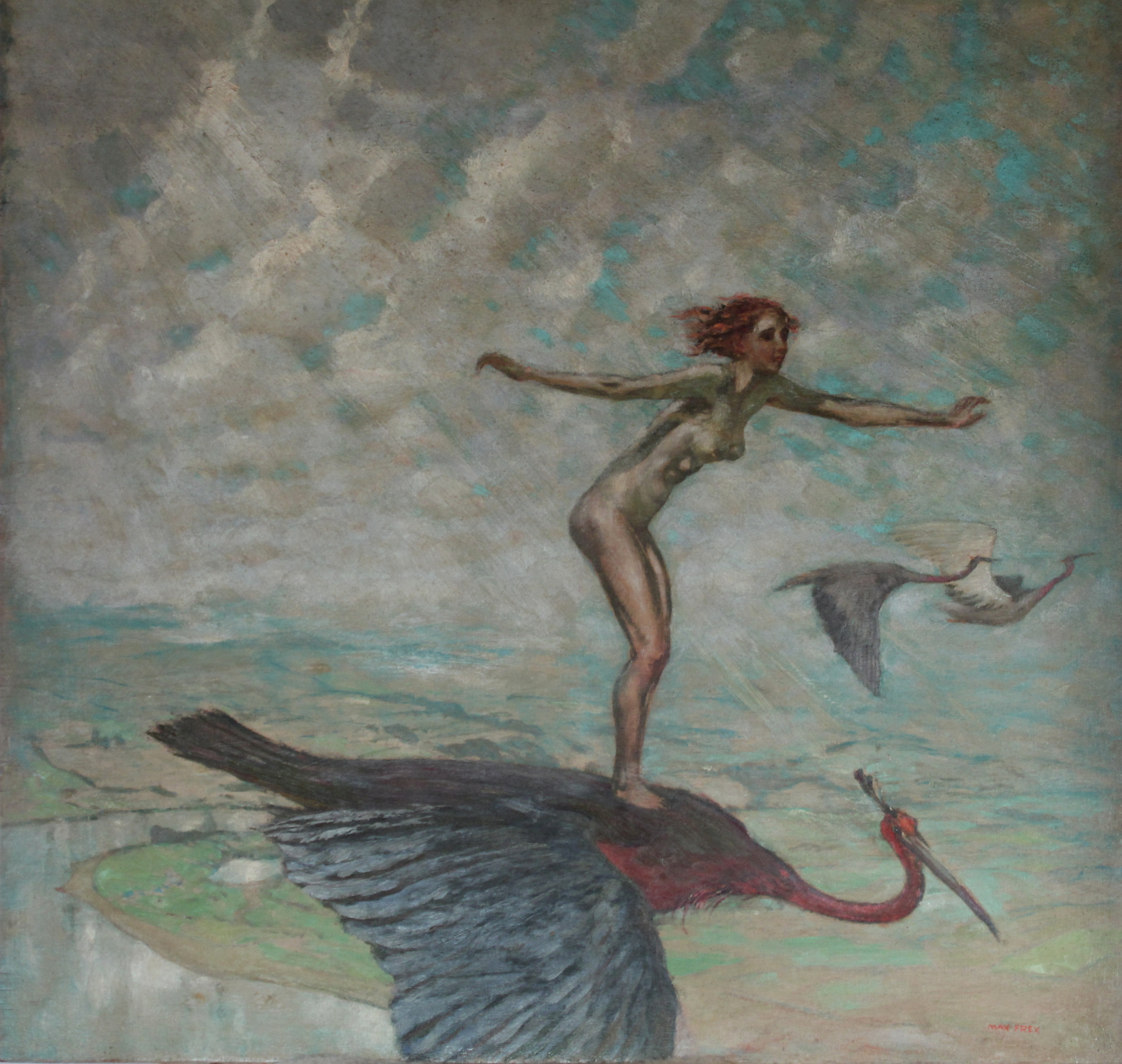
Aves de paso (en alemán): Wandervögel, 1931
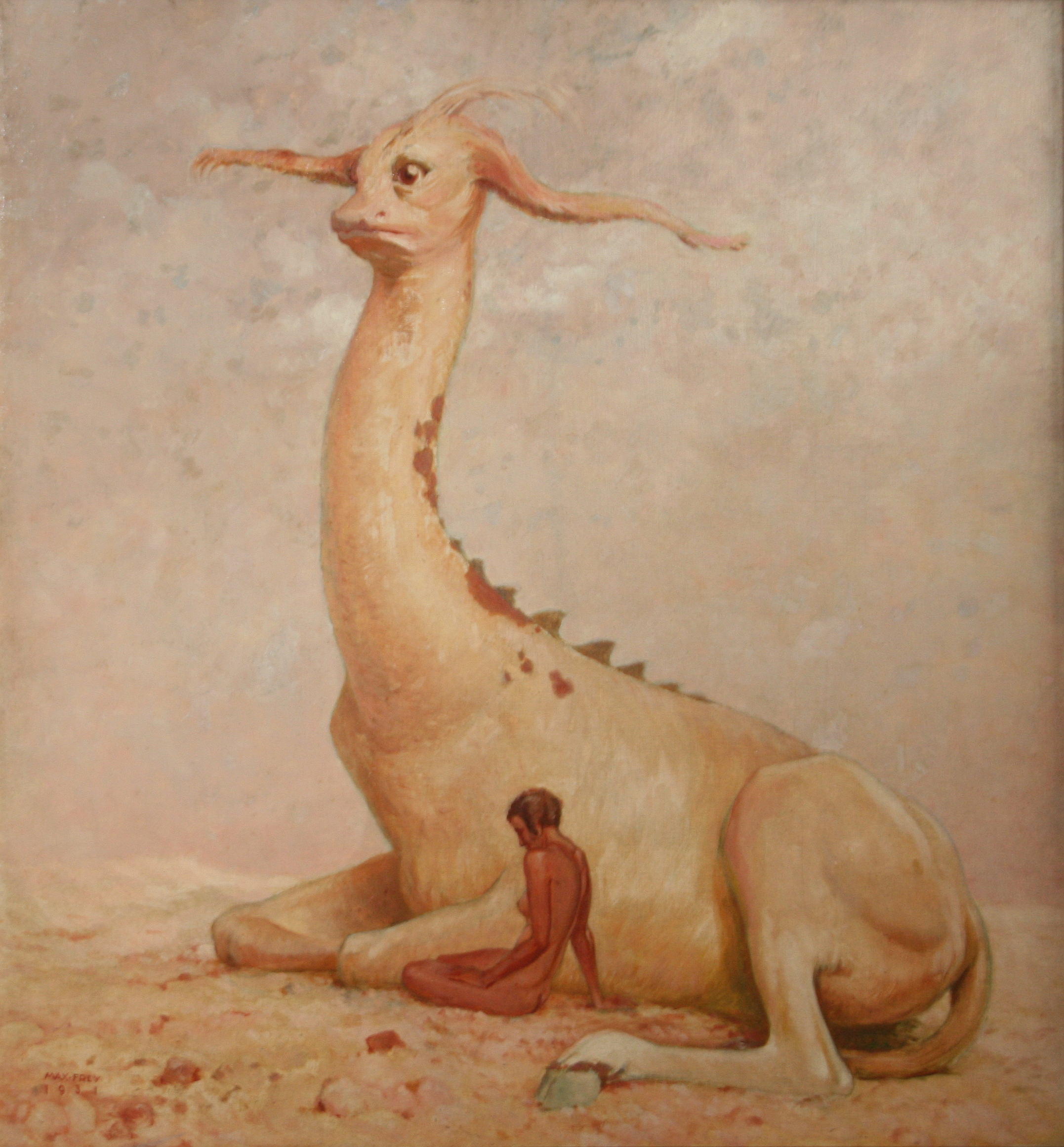
Animal y Hombre (en alemán): Tier und Mensch, 1931
- Cazadoras voladoras (en alemán): Fliegende Jägerinnen, 1932
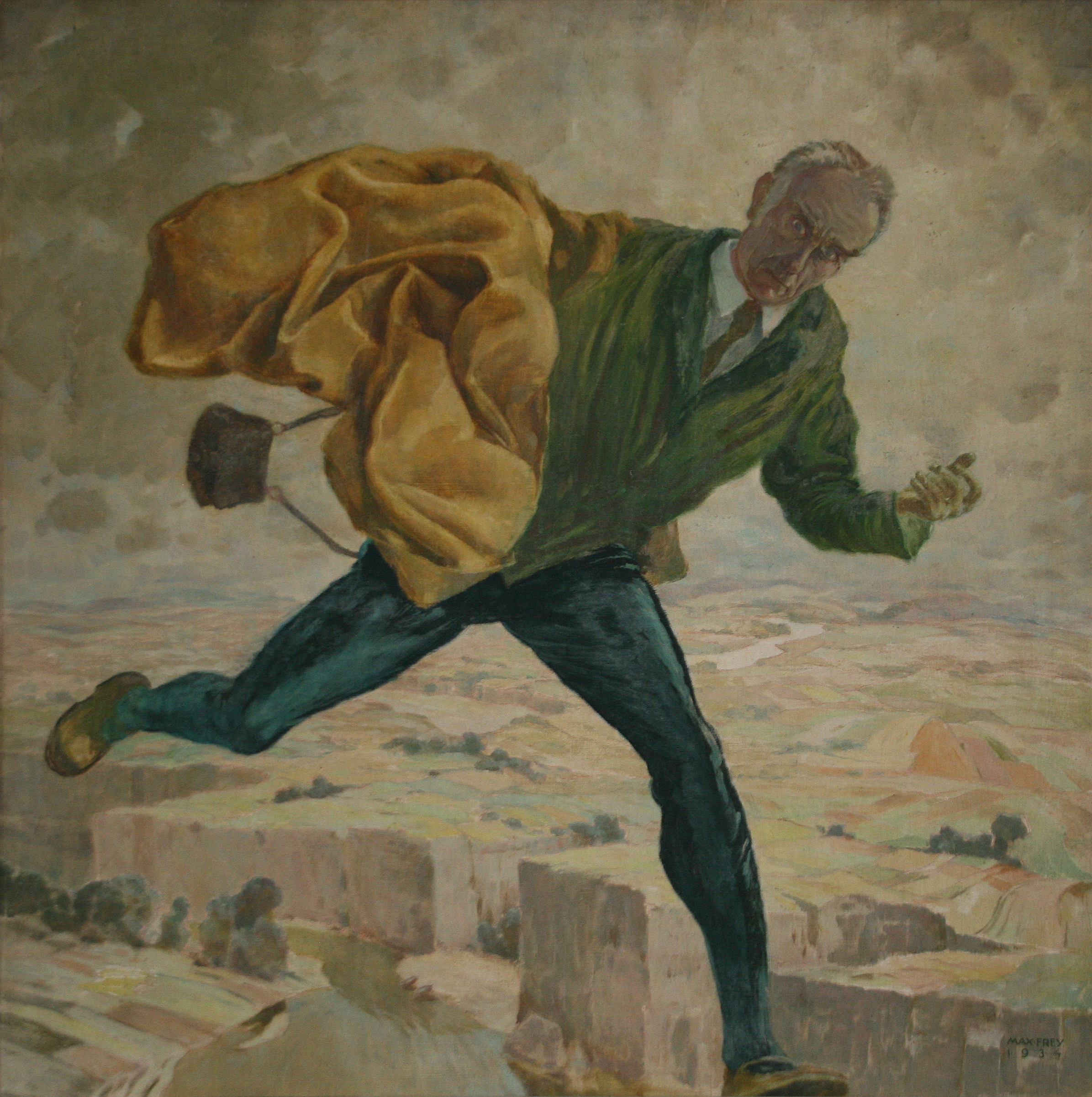
Autorretrato, 1934
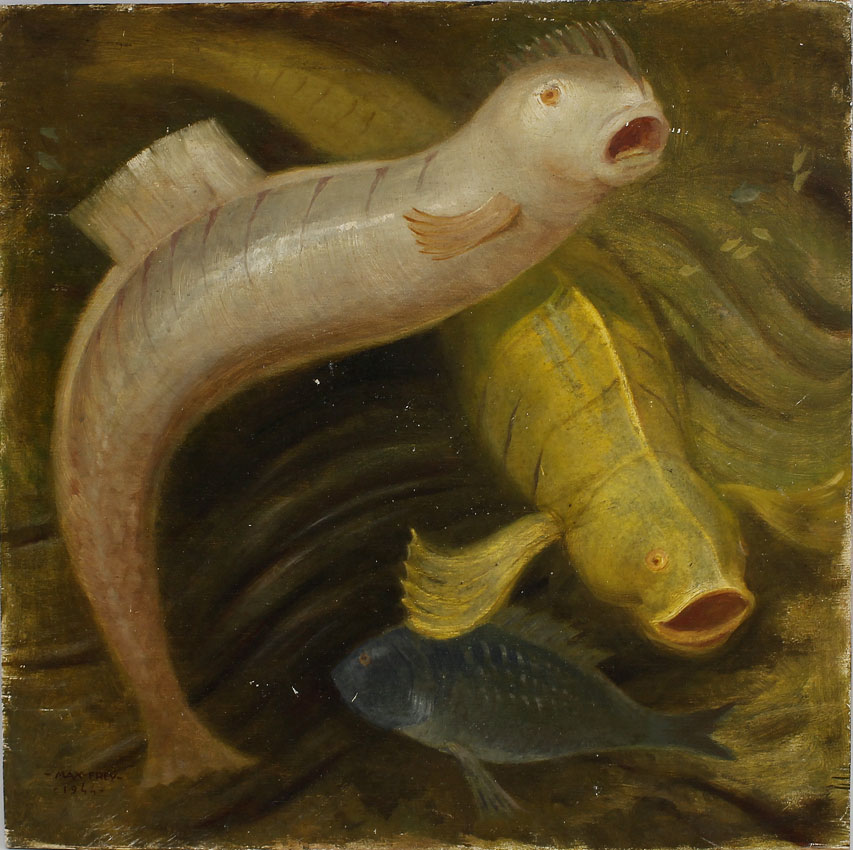
Peces, 1944